# Syritta vitripennis
Syritta vitripennis är en tvåvingeart som beskrevs av Jacques-Marie-Frangile Bigot 1885. Syritta vitripennis ingår i släktet kompostblomflugor, och familjen blomflugor.
Artens utbredningsområde är Tanzania. Inga underarter finns listade i Catalogue of Life.